# Gintaras Žagunis
Gintaras Žagunis (ur. 20 czerwca 1957 w Rozalinie, zm. 19 maja 1991 w Krakunach) – obrońca niepodległości Litwy, członek Sąjūdisu, Litewskiej Partii Demokratycznej i Litewskiego Związku Strzeleckiego, pośmiertny laureat Orderu Krzyża Pogoni i Medalu Pamiątkowego.

## Życiorys
Urodził się w 1957 w Rozalinie koło Szawli. W 1980 ukończył Technikum Budowlane w Wilnie, następnie zaczął pracę w pracowni konserwatorskiej w Trokach. W latach 1980–1982 praocwał w republikańskiej stacji badań normatywnych, a w latach 1982–1984 w Instytucie Projektowania Użyteczności Publicznej. W latach 1984–1989 służył w Batalionie Ochrony Budynków Rządowych i Państwowych MSW LSRR. Od 1988 aktywnie uczestniczył w działalności Sąjūdisu, a w 1989 wstąpił do Litewskiej Partii Demokratycznej i Związku Strzelców Litewskich. Od 1990 do 1991 pracował w służbie granicznej. Został zabity w posterunku granicznym w Krakunach. Został pochowany w Wilnie na cmentarzu na Antokolu.
Został pośmiertnie nagrodzony Orderem Krzyża Pogoni i Medalem Pamiątkowym.